# Kinder Happy Hippo
Kinder Happy Hippo je cukrářský výrobek italské firmy Ferrero.
Cukrovinka se skládá z oplatky ve tvaru hrocha. Uvnitř křupavé duté oplatky jsou dvě náplně, jedna s mléčnou a jedna s lískooříškovou náplní.
Kinder Happy Hippo lze zakoupit v částech USA (zejména na severovýchodě), v Kanadě, Hongkongu, Japonsku, Izraeli, Velké Británii, Německu, Irsku, Portugalsku, Španělsku, Bulharsku, Řecku, Chorvatsku, České republice, Portoriku, Maďarsku, Spojených arabských emirátech, Rumunsku, Kypru, JAR, Maroku, Kataru, Tunisku, Alžírsku, Chile, Maltě a Brazílii.